# Ятан
Ятан (кирг. Ятан) — село в Ноокатском районе Ошской области Кыргызстана. Входит в состав айылного аймака имени Токтомата Зулпуева.

## География
Село расположено в западной части области, на правом берегу реки Косчан, на расстоянии приблизительно 5 километров (по прямой) к северо-востоку от города Ноокат, административного центра района. Абсолютная высота — 1216 метров над уровнем моря.

## Население
Согласно оценочным данным Национального статистического комитета Кыргызской Республики, численность населения села на начало 2023 года составляла 2305 человек.
| год     | 2009 | 2014 | 2015 | 2020 | 2021 | 2023 |
| ------- | ---- | ---- | ---- | ---- | ---- | ---- |
| человек | 2170 | 1986 | 2009 | 2167 | 2247 | 2305 |